# Káplány Géza (jogász)
Káplány Géza (Pétervására, 1843. december 5. – Budapest, 1927. február 26.) királyi ítélőtáblai bíró, költő, író, telekkönyvi jogász; Káplány Antal tanár bátyja. Álneve: Justus.

## Életpályája
Atyja a német nyelv elsajátítása végett Besztercebányára vitte, ahol 1855-56-ban az I-II. gimnáziumi osztályt végezte, mire Egerben folytatta tanulmányait. Itt ismerkedett meg Szabó Endrével és Kormos Bélával, kik már akkor verselgettek; ezek példáján és különösen Szvorényi József bátorító nyájasságán felbuzdulva ő is kezdett verseket írni s Egri várban c. ódája az Egri Értesítőben (1860) meg is jelent. 1861 októberében Pestre ment a gimnázium VIII. osztályába. 1863 őszén a pesti egyetem jogi karába iratkozott be. 1865. január 20-án Keglevich Gyula gróf Gyula fia mellé ment nevelőnek Egreskátára; október 2-től Nagyrédén Luby József családjánál, 1866. július 20-tól pedig Montbach Sándor gyermekeinél Sándorházán nevelősködött; de még azon év őszén Gyöngyösre költözött; azután letette a bírói és államvizsgát Egerben. 1867. május 8-án a jászárokszállási törvényszékhez második aljegyzőnek választották; innen decemberben Pestre ment és ügyvédi irodában dolgozott. 1868 július és augusztusában a köz- és váltóügyvédi vizsgát állotta ki, 1869. április 4-én gróf Szapáry Gyula Heves megyei kormánybiztos esküdtnek nevezte ki a gyöngyösi járásban. 1869. december 26-án az igazságügy-miniszter a magyar királyi curiához (a legfőbb ítélőszéknél) segédfogalmazónak, 1870. július 20-tól pedig a budapesti királyi ítélőtáblához fogalmazónak nevezte ki. Az első bíróságok szervezése alkalmával 1871. december 20-án a gyöngyösi királyi törvényszékhez bírónak neveztetett ki, ahol 1876. május 15-ig működött és a társadalmi élt fejlesztésére sokat tett a városi közgyűlések alkalmával és mint az általa alakított műkedvelő társulatnak igazgatója. 1873-ban a koleraárvák javára hat előadást rendezett és tanított be; egy nyári színkör fölépítését a város szintén az ő gyűjtésével eszközölte. 1876. május 15-től Abádszalókon (Jásznagykun-szolnokm.) volt királyi járásbíró; 1878. május 25-én Erdélybe, Erzsébetvárosba helyeztetett át. 1887. december 7-én a budapesti királyi ítélőtáblához nevezték ki rendes bírónak. A királyi ítélőtáblák szétosztása után, 1891. január 28-án a szegedi királyi ítélőtáblához neveztetett ki. A telekkönyvi vizsgabizottságnak 1888-tól Budapesten és 1891-tól Szegeden volt tagja.
Cikkei és költeményei a következő lapokban jelentek meg; Eger (1863-tól 1878-ig munkatársa). Győri Közlöny (1866. 42., 46., 48. sz. A mátrajárási palóczokról); Gyöngyös (1872-től munkatársa), Hevesvármegye (1878), Jásznagykunszolnok (1878-82), Krassói Lapok (1880-82), Szatmár (1880-83), Baja, Bajai Közlöny, Szegszárd és Vidéke, Komárom, Érsekujvár és Környéke, Gyöngyösi Lapok, Felvidéki Közlöny, Sárrét; Pesti Napló (1878. febr. 12. Magyarország boldog ország c. politikai gúnyvers), 1880. Botor Kálmán és Szép Cziczelle), Magyarország (1880. Bódi bácsi), Üstökös (1880. Trézsi asszony), P. Hirlap (1880. Kóbi cz. költ.), 1881-ben még írt költeményeket a Kecskemét, Alkotmány sat. lapokba, azonban Robinnak (Magyarország 1881. jan. 12.) megjelent kritikája a verseléstől végkép elidegenítette s a jogirodalomra adta magát: a Honban (1880. máj. 3. birtokrendezés Erdélyben). 1881-től fogva a Jogtudományi Közlönynek (Apafi álnév alatt is), 1883-tól a Telekkönyvi Közlönynek, 1885-től a Jognak (Biró Géza név alatt is), a M. Tisztviselőnek (Justus név alatt is) állandó munkatársa.

## Munkái
1. Tövisek és vadvirágok. Lugos, 1880
2. Törvényjavaslat a volt erdélyi úgy a volt Kraszna-Közép-Szolnok-Zaránd-megyei és kővárvidéki területeken a megszüntetett urbéri kapcsolatból fenmaradt jog- és birtokviszonyok rendezéséről, az irtványokról, irányosításról és tagosításról, Bpest, 1880
3. Hiteltelekkönyveinkről. Uo. 1883. (Különnyomat a Jogtud. Közlönyből. 2. kiadás. Uo. 1882.)
4. Telekkönyvi reformkérdések. Uo. 1883. (Kül. ny. a Jogt. Közlönyből.)
5. Az erdélyi birtokrendezési eljárásról. Uo. 1883
6. Milyen legyen a telekkönyvi reform? Uo. 1884
7. Birói függetlenség. Uo. 1884. (Justus álnévvel. Ism. M. Ügyvédi Közlöny 36., 40. sz.)
8. Telekkönyvi reformok. Uo. 1885. (M. Jogászegylet értekezések 22.)
9. A telekkönyvi betéteknek a földadókönyv és az állandó kataszter adataival megegyező szerkesztéséről és a telekkönyvi rendeletek pótlásáról s módosításáról szóló törvényjavaslatról. Uo. 1885. (Különny. a Telekkönyvi Közlönyből.)
10. Justus: Magyar közjog, kérdések és feleletekben; 2. jav. kiad.; Eggenberger, Bp., 1886 (Jogi ismétlőkönyvek gyűjteménye)
11. A telekkönyvi betétek szerkesztéséről szóló törvény (1886. XXIX.) és az arra vonatkozó rendeletek és magyarázatok. I. kötet. Uo. 1887
12. Telekkönyv, birtokrendezés, telekkönyvi átalakítás, betétszerkesztés. I. kötet. Telekkönyv. Uo. 1890. (2. kiadás. Szeged, 1894.) II. kötet. Birtokrendezés, telekkönyvi átalakítás, betétszerkesztés. A birtokrendezési eljárásra és a betétszerkesztésre vonatkozó új utasításokkal ...Bpest, 1893. (Ism. 1890: Jog, Ügyvédek Lapja, Jogi Szemle, Telekkönyvi Közlöny, M. Föld 31. sz., Birtokos, M. Pénzügy, M. KereskedőkLapja, Községi Közlöny, Budapesti Hirlap 38., P. Hirlap 25., Egyetértés 32., Nemzet 22., Fővárosi Lapok 43., Budapesti Ujság 25. sz.)

Társszerkesztője volt a Telekkönyvi Közlönynek 1885. jan. 1-től dec. 16-ig és Telekkönyv c. 1896. máj. 1-től szakfolyóiratot adott ki, melyben számos dolgozata van.
Kéziratban: Birtokrendezés Erdélyben, 1879.